# New Highmark Stadium
O Highmark Stadium (também chamado de New Highmark Stadium e coloquialmente conhecido como The Pit) é um estádio de futebol americano em construção em Orchard Park, Nova York. Ele substituirá o atual Highmark Stadium como campo oficial do Buffalo Bills, time da National Football League (NFL), a partir da temporada de 2026 da NFL.
O novo estádio, com capacidade para 62 mil pessoas, está sendo construído ao lado do campus sul da Erie Community College, do outro lado da rua do atual Highmark Stadium, que será demolido após a conclusão da nova arena. O estádio está sendo projetado pela empresa Populous, que anteriormente projetou o Sahlen Field no centro de Buffalo e outros doze estádios da NFL ainda em uso. O novo estádio de Orchard Park terá diversos elementos e características em comum com esses projetos anteriores.
O custo estimado da obra é de US$ 1,7 bilhão. Segundo um acordo com o estado de Nova York, os contribuintes pagarão US$ 850 milhões desse valor (sendo US$ 600 milhões do estado de Nova York e US$ 250 milhões do condado de Erie). Com o estado também assumindo todos os custos de manutenção e reparo após a inauguração, esse é o maior investimento público já feito em uma instalação da NFL. O professor de economia Victor Matheson, especialista em subsídios para estádios, descreveu o acordo como "um dos piores acordos para estádio dos últimos tempos."
As obras começaram oficialmente em junho de 2023, com o início da construção principal e uma cerimônia de lançamento em 5 de junho de 2023. No mesmo dia, os Bills anunciaram a extensão do contrato de direitos de nome com a Highmark Blue Cross Blue Shield, mantendo o nome Highmark Stadium para o novo local. Durante a construção, ele será chamado de "New Highmark Stadium" para diferenciá-lo do estádio atual da equipe.